# Oddbjørn Hagen
Oddbjørn Hagen (* 3. Februar 1908 in Ytre Rendal, Hedmark; † 25. Juni 1983 in Skedsmo) war ein norwegischer Skisportler, der im Skilanglauf und in der Nordischen Kombination international erfolgreich war.

## Werdegang
Hagen, der für die Vereine Bækkelagets SK und Ytre Rendal IL startete, begann seine Sportlerlaufbahn als Skispringer und gewann im Alter von 15 den regionalen Jugendmeistertitel. 1931 zog er mit seiner Familie nach Oslo und begann dort schwerpunktmäßig mit dem Training im Skilanglauf und der Nordischen Kombination. Nur ein Jahr später gewann er am Holmenkollen den Wettbewerb der Nordischen Kombination, noch vor dem Olympiasieger Johan Grøttumsbråten. Bei den Nordischen Skiweltmeisterschaften 1934 in Sollefteå erreichte er im Einzel des Langlaufs über 18 km als bester Norweger den sechsten Platz, bevor er in der Nordischen Kombination den Weltmeistertitel gewann. Ein Jahr später wiederholte er diesen Erfolg bei den Nordischen Skiweltmeisterschaften 1935 in Vysoké Tatry. Zudem gewann er dort Silber im Langlauf. In den Jahren 1935 und 1936 wurde er im Skilanglauf norwegischer Meister über 30 km.
Bei den Olympischen Winterspielen 1936 in Garmisch-Partenkirchen gewann er in der Nordischen Kombination die Goldmedaille und wurde damit zudem erneut Weltmeister. Ferner holte er Silber im Langlauf über 18 Kilometer und mit der norwegischen 4 × 10-km-Staffel, zu der auch Sverre Brodahl, Olaf Hoffsbakken und Bjarne Iversen gehörten. Der Staffelwettbewerb wurde erstmals bei den Olympischen Spielen ausgetragen. Nach den Spielen gewann er das 18-km-Rennen am Holmenkollen und wurde im Einzel der Kombination hinter Olaf Hoffsbakken Zweiter. Es war sein letzter internationaler Erfolg.
In seiner gesamten Karriere gewann Hagen fünfmal den Kongsberg-Pokal.

## Auszeichnungen
Bereits 1934 erhielt er für seine Erfolge die Holmenkollen-Medaille.